# Lali en vivo
Lali en vivo fue la tercera gira de conciertos de la cantante argentina Lali. Con esta gira promocionó sus canciones del disco Soy y algunas nuevas de su nuevo álbum que sería  lanzado en 2018. La gira inició el 3 de noviembre de 2017 en el Estadio Luna Park en Buenos Aires, Argentina y finalizó el 28 de julio de 2018 en Barcelona, España.

## Antecedentes
Lali Espósito confirmó luego del lanzamiento de la canción «Una Na» en julio de 2017, que integraría su nuevo disco, una nueva gira de conciertos que significarían un "puente" entre lo que fue su segundo disco y su tour, y lo que sería su tercer disco. Confirmó que es "un Soy Tour más renovado y con adelantos de mi nuevo disco". El mismo show contendría canciones y sonidos nuevos como una especie de adelanto del tercer disco.
Anunció que realizaría su primer show de su "Lali en vivo" el 3 de noviembre en el Estadio Luna Park de Buenos Aires. Finalmente terminaría agregando un segundo show en el Luna Park el 10 de noviembre debido a haberse agotado las entradas del primer show en apenas dos días. En agosto anunció que se presentaría con su nueva gira en las ciudades de Rosario y Córdoba.
La gira finalmente incluiría participaciones de la cantante en festivales de distintas partes de la Argentina incluyendo un "AcercArte" en la ciudad de Chascomús. Más tarde Lali confirmaría un cronograma de recitales en el exterior con su "Lali en vivo", incluyendo shows en Perú, Europa y realizando su tercer visita como cantante solista a Israel. También se presentaría en Miami para realizar su primer show en los Estados Unidos.

## Artistas invitados
- Miss Bolivia - (Buenos Aires, 3 y 10 de noviembre de 2017)
- Leo García - (Buenos Aires, 3 y 10 de noviembre de 2017)
- Abraham Mateo - (Buenos Aires, 3 de noviembre de 2017)
- A.N.I.M.A.L. - (Buenos Aires, 10 de noviembre de 2017)
- Abel Pintos - (Buenos Aires, 10 de noviembre de 2017)
- Miranda! - (Buenos Aires, 10 de noviembre de 2017)
- Mau y Ricky - (Miami, 13 de julio de 2018)

## Desempeño Comercial
A solo dos días del anuncio del primer show en Estadio Luna Park estaban completamente agotadas y la artista anunció un segundo show que finalmente también terminaría con entradas agotadas al igual que los shows en Córdoba, Rosario, Miami e Israel.

## Repertorio
| Lali en vivo |
| --- |
| Este repertorio corresponde a los shows realizados los días 3 y 10 de noviembre en el Estadio Luna Park en Buenos Aires, Argentina. 1. «Mi Religión» 2. «Te Siento» 3. «Único» 4. «Boomerang» 5. «Tu Revolución» 6. «Del Otro Lado / «Cielo Salvador» / «Desamor» 7. «Cree en Mí» 8. «Soy» 9. «Histeria» 10. «Una Na» 11. «Bomba» 12. «Lejos de Mí» 13. «Ego» 14. «Reina» 15. «Amor es Presente» 16. «Mil Años Luz» 17. «Irresistible» 18. «A Bailar» 19. «Roma-Bangkok» 20. «Asesina» 21. «Tu Sonrisa» 22. «Tu Novia» 23. «No Estoy Sola» |

Artistas invitados
- Durante los shows del 3 y 10 de noviembre en el Estadio Luna Park, Lali interpretó junto a la cantante Miss Bolivia las canciones «Tu Revolución» y «Tomate el Palo». Esta última canción la interpretaron con el cantante Leo García.
- Durante el show del 3 de noviembre de 2017 en Buenos Aires, Lali y el cantante Nahuel Pennisi interpretaron las canciones «Cree en Mí» y «Princesa». Luego junto al cantante español Abraham Mateo cantó la canción «Mueve».
- Durante el show del 10 de noviembre de 2017 en Buenos Aires, Lali interpretó con el cantante Abel Pintos las canciones «Ego» y «Oncemil». Después cantó junto al grupo musical Miranda! la canción «Irresistible». Luego interpretó «Asesina» con la banda de rock argentina A.N.I.M.A.L..
- Durante el show del 13 de julio en Miami Lali interpretó la canción «Mi Mala (Remix)» junto con Mau y Ricky

Notas
- Desde el show del 10 de noviembre de 2017, agregó al repertorio la canción «Tu Novia».
- Desde el show realizado en Chascomús el día 14 de abril de 2018, incluyó la canción «100 Grados», que fue lanzada como single el día anterior.
- Desde el show realizado en Miami el día 13 de julio de 2018, interpretó el sencillo «Besarte Mucho». Esta canción fue lanzada el 20 de julio de ese mismo año.

## Fechas
| Fecha                   | Ciudad         | País           | Recinto                      | Notas    | Asistencia    | Referencias   |
| ----------------------- | -------------- | -------------- | ---------------------------- | -------- | ------------- | ------------- |
| América Latina          |                |                |                              |          |               |               |
| 3 de noviembre de 2017  | Buenos Aires   | Argentina      | Estadio Luna Park            | -        | -             | [ 1 ]         |
| 10 de noviembre de 2017 | Buenos Aires   | Argentina      | Estadio Luna Park            | -        | -             | [ 1 ]         |
| 18 de noviembre de 2017 | Rosario        | Argentina      | Teatro El Círculo            | -        | 1 500 / 1 500 | [ 2 ] [ 3 ]   |
| 24 de noviembre de 2017 | Córdoba        | Argentina      | Quality Espacio              | -        | -             | [ 4 ]         |
| 9 de diciembre de 2017  | Catriel        | Argentina      | Predio Acceso Sur            | Festival | -             | [ 5 ]         |
| 15 de diciembre de 2017 | San Juan       | Argentina      | Plaza Santa Lucía            | Festival | 20 000        | [ 6 ]         |
| 14 de enero de 2018     | Federación     | Argentina      | Anfiteatro Juancho Garcilazo | Festival | -             | [ 7 ]         |
| 19 de enero de 2018     | Mar del Plata  | Argentina      | Balneario Punta Mogotes      | Festival | 120 000       | [ 8 ]         |
| 14 de abril de 2018     | Chascomús      | Argentina      | Parque de los Libres del Sur | Festival | -             | [ 9 ]         |
| 11 de mayo de 2018      | General Alvear | Argentina      | Predio Ferial                | Festival | -             | [ 10 ]        |
| 24 de mayo de 2018      | Lima           | Perú           | Jockey Club                  | Festival | -             | [ 11 ]        |
| América del Norte       |                |                |                              |          |               |               |
| 13 de julio de 2018     | Miami          | Estados Unidos | Flamingo Theatre             | -        | -             | [ 12 ]        |
| Europa                  |                |                |                              |          |               |               |
| 21 de julio de 2018     | Milán          | Italia         | Milano Latin Festival        | [ n. 8 ] | -             | [ 13 ]        |
| 22 de julio de 2018     | Milán          | Italia         | Milano Latin Festival        | [ n. 8 ] | -             | [ 13 ]        |
| Asia                    |                |                |                              |          |               |               |
| 24 de julio de 2018     | Tel Aviv       | Israel         | Heichal HaTarbut             | -        | 2 412 / 2 412 | [ 14 ] [ 15 ] |
| Europa                  |                |                |                              |          |               |               |
| 27 de julio de 2018     | Madrid         | España         | La Riviera                   | -        | -             | [ 16 ]        |
| 28 de julio de 2018     | Barcelona      | España         | Razzmatazz                   | -        | -             | [ 16 ]        |